# Angelos Fetsis
Angelos Fetsis (griego: Άγγελος Φέτσης; Lefkada, 1878 - m. desconocida) fue un atleta griego que compitió en los Juegos Olímpicos de Atenas 1896.
Fetsis compitió en los 800 metros, donde obtuvo la cuarta posición en su serie clasificatoria sin poder avanzar a la final.
En los mismos Juegos Olímpicos también compitió en los 1500 metros consiguiendo llegar en la quinta posición de la final.